# Kurtyna wodna

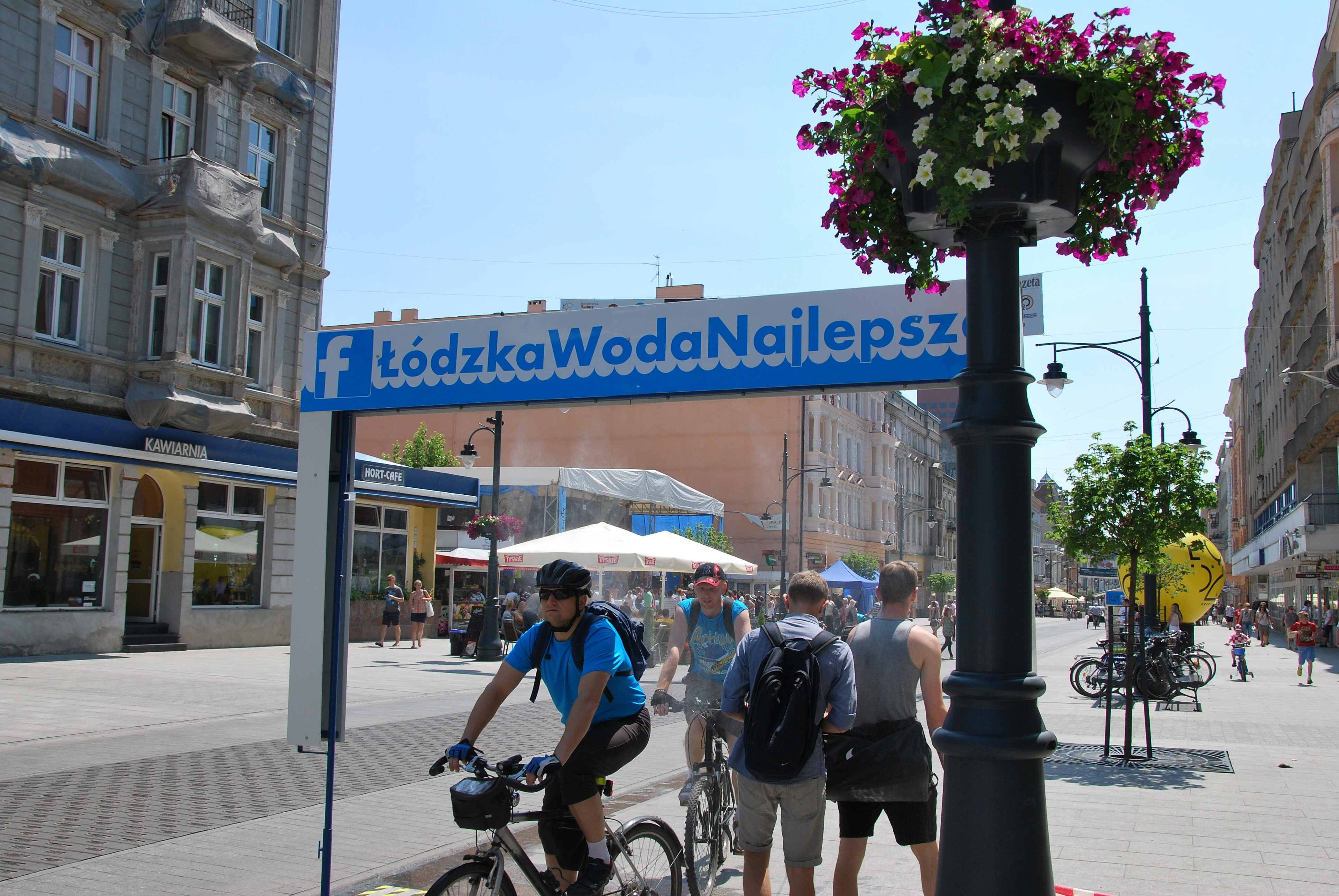
Kurtyna wodna na ulicy Piotrkowskiej w Łodzi, czerwiec 2015.

Kurtyna wodna, zasłona wodna – szeregowy natrysk wodny mający na celu:
- odgrodzenie pewnego obszaru, np. wyrobiska górniczego od strefy zanieczyszczeń, głównie pyłowych;
- zapobieganie rozprzestrzenianiu się pożaru[1];
- stosowana także w czasie upałów dla ochłody przechodniów.